# Sandra Ceccarelli
Sandra Ceccarelli (* 3. Juli 1967 in Mailand) ist eine italienische Schauspielerin.

## Leben
Sandra Ceccarelli wurde 1967 in Mailand als Tochter von Franco Ceccarelli, Gitarrist der bekannten italienischen Band Equipe 84, und Sandra von Glasersfeld, Tochter von Ernst von Glasersfeld, geboren. Als Kind wuchs sie in verschiedenen italienischen Städten auf und gab 1985 als Tochter von Stefania Sandrelli in Giuseppe Bertoluccis Drama Segreti segreti ihr Debüt als Filmschauspielerin. Nach der ersten Erfahrung vor der Kamera kehrte Ceccarelli der Schauspielerei den Rücken zu. Sie besuchte eine Kunsthochschule und arbeitete später als Grafikerin in der Werbung und in der Modeindustrie. Mitte der 1990er Jahre kehre Ceccarelli aber zur Schauspielerei zurück und besuchte von 1995 bis 1997 den Method-Acting-Kurs von Carlos Alsina. 1997 studierte sie unter Giorgio Albertazzi und debütierte ein Jahr später mit Tommaso Tracks Inszenierung von Jean Genets Il funambolo (1998) am Theater. Im selben Jahr war sie mit der Rolle der reichen und an tägliche Arbeit kaum gewöhnten Martina in Piergiorgio Gays Low-Budget-Film Tre Storie wieder in einer Spielfilmproduktion zu sehen. Das Drama, das international unter dem englischsprachigen Titel Three Stories veröffentlicht wurde, spielt in einer Drogenklinik in der Provinz und fand Widerhall bei den italienischen Filmkritikern.
Nach Tre Storie, für den Ceccarelli eine lobende Erwähnung auf dem Italienischen Filmfestival von Annecy erhielt, setzte Piergiorgio Gay sie erneut in seinem Spielfilm Guarda il cielo: Stella, Sonia, Silvia ein. Weitere Filmrollen in Lucio Pellegrinis Tandem (2000) und Ermanno Olmis erfolgreichem Historienepos Der Medici-Krieger (2001) und Engagements für das italienische Fernsehen folgten, ehe sie mit Giuseppe Piccioni an Licht meiner Augen (2001) zusammenarbeitete. In dem stillen, melancholischen Liebesfilm ist sie als allein erziehende Mutter Maria zu sehen, deren römischer Tiefkühlkostladen die gesamten Ersparnisse und Kredite geschluckt hat und trotzdem von einem großen Supermarkt zur Bedeutungslosigkeit verurteilt wird. Mit dem Part als misstrauische und sich dem Leben verweigernde Stoikerin feierte Ceccarelli den Durchbruch als Filmschauspielerin. Sie erhielt bei der Premiere von Licht meiner Augen auf den Filmfestspielen von Venedig 2001 gemeinsam mit Filmpartner Luigi Lo Cascio die Coppa Volpi als beste Darstellerin und setzte sich unter anderem gegen so etablierte Aktricen wie Nicole Kidman (The Others) oder Samantha Morton (Eden) durch. Die italienische Tageszeitung La Stampa lobte Ceccarelli für das stückweise Hineinwachsen in die Rolle der nervösen, unduldsamen und empfindlichen Maria, ebenso die deutschen Kritiker, die den Film erst drei Jahre später in den heimischen Kinos zu Gesicht bekamen.
An den Erfolg von Licht meiner Augen konnte Ceccarelli schon mit ihrem nächsten Film, Cristina Comencinis italienischer Familiengeschichte Der schönste Tag in meinem Leben (2002) anknüpfen, in dem sie erneut neben Lo Cascio, als mittlere Tochter von Virna Lisi zu sehen ist. Die Rolle der Rita, die im Gegensatz zu den übrigen Familienmitgliedern scheinbar ein glückliches Leben als Ehefrau und Mutter führt, brachte ihr gemeinsam mit Lisi und Margherita Buy den Nastro d’Argento des Sindacato Nazionale Giornalisti Cinematografici Italiani ein. Nach La forza del passato (2002) neben Bruno Ganz, in dem sie zum dritten Mal unter Regie von Piergiorgio Gay agierte, folgte die erneute Zusammenarbeit mit Giuseppe Piccioni und Luigi Lo Cascio an Das Leben, das ich immer wollte (2004). In dem Film-im-Film-Drama ist Ceccarelli als eine von Selbstzweifeln geplagte, neuentdeckte Schauspielerin zu sehen, die während der Dreharbeiten zu einem Kostümfilm nicht zwischen Rolle und Leben zu unterscheiden vermag und erst die Liebe und dann die Eifersucht ihres bekannten Filmpartners auf sich zieht. Erneut konnte die Schauspielerin die italienischen Filmkritiker von ihrem Talent als Charakterdarstellerin überzeugen, das ihr eine Nominierung für den renommierten David di Donatello und den Europäischen Filmpreis einbrachte, während die Süddeutsche Zeitung in ihrer Filmkritik Piccionis Film als „ausschweifende Liebeserklärung“ an seine Lieblingsaktrice deutete. Der Regisseur lasse Ceccarelli „von der Kamera umschmeicheln und in allen Facetten strahlen – als elegante, noble Erscheinung, als rätselhafte Frauengestalt mit Mädchencharme und dunkel glühenden Augen“.
Nach Das Leben, das ich immer wollte agierte die ausnahmslos in Dramen auftretende Schauspielerin das bisher einzige Mal in einer Filmkomödie, in Massimo Veniers Tu la conosci Claudia? (2004) neben Ottavia Piccolo und Rossy de Palma, mit der ihr jedoch kein Erfolg beschieden war. 2006 trat Ceccarelli erstmals in internationalen Film- und Fernsehproduktionen in Erscheinung. Der Serena Lederer in Raúl Ruiz’ Künstlerbiografie Klimt, neben John Malkovich und Veronica Ferres, folgte der Part als Kaiserin Elisabeth von Österreich-Ungarn in Robert Dornhelms deutscher Fernsehproduktion Kronprinz Rudolfs letzte Liebe, für das die Kritik Ceccarelli als „ein veritables Gegenprogramm zu Romy Schneider“ feierte. Der Rolle der Sisi folgen bis 2007 vier weitere Filmproduktionen, darunter 2006 Veljko Bulajićs im Florenz der Renaissance angesiedeltes Historiendrama Libertas  über den dubrovnischen Schriftsteller Marin Držić (1508–1567).

## Filmografie (Auswahl)
- 1985: Segreti segreti
- 1998: Three Stories (Tre storie)
- 2000: Guarda il cielo: Stella, Sonia, Silvia
- 2000: Tandem
- 2001: Der Medici-Krieger (Il mestiere delle armi)
- 2001: Licht meiner Augen (Luce dei miei occhi)
- 2002: Der schönste Tag in meinem Leben (Il più bel giorno della mia vita)
- 2002: La forza del passato
- 2004: Das Leben, das ich immer wollte (La vita che vorrei)
- 2004: Tu la conosci Claudia?
- 2006: Klimt
- 2006: Kronprinz Rudolfs letzte Liebe (Fernsehfilm)
- 2006: Libertas
- 2007: Piano, solo
- 2007: Peopling the Palaces at Venaria Reale
- 2007: Family Game
- 2008: I demoni di San Pietroburgo
- 2008: Il resto della notte
- 2009: Il richiamo
- 2010: La llamada
- 2011: La scatola nera (Kurzfilm)
- 2013: L‘intrepido
- 2013: La variabile umana
- 2013: Gli Uraniani (Kurzfilm)
- 2014: Romeo und Julia (Miniserie)
- 2015: Il bosco (Miniserie)
- 2015: Storie sospese
- 2016: Romanzo siciliano (Miniserie)
- 2017: Cordelia (Kurzfilm)
- 2017: Couch Potatoes
- 2017: Scomparsa (Fernsehserie)
- 2018: Immaturi – La serie (Fernsehserie, 8 Folgen)
- 2018: Red Land
- 2018: Pianoterra (Kurzfilm)
- 2018: Floating Bodies (Kurzfilm)
- 2018: Die Toten von Turin (Non uccidere, Fernsehserie, 1 Folge)
- 2019: Gli anni amari
- 2019: Pezzi unici (Fernsehserie, 2 Folgen)
- 2020: La guerra è finita (Miniserie)
- 2020: Carlo & Malik (Fernsehserie, 13 Folgen)
- 2020: TOB.IA (Kurzfilm)
- 2021: Il giudizio
- 2021: Una sconosciuta
- 2022: Non mi lasciare (Fernsehserie, 6 Folgen)
- 2022: L’ombra de giorno
- 2022: Ipersonnia
- 2022: The Temptation
- 2023: Billy
- 2023: Nina dei lupi
- 2023: Il vicino tranquillo
- 2023: Die Löwen von Sizilien (I leoni di Sicilia, Fernsehserie, 2 Folgen)
- 2023: Cento domeniche
- 2023: Blanca (Fernsehserie, 4 Folgen)
- 2024: Margherita delle stelle (Fernsehfilm)
- 2024: Betrügerische Liebe (Miniserie)
- 2025: La bambina con la valigia (Fernsehfilm)
- 2025: Un gran casino

## Auszeichnungen

### David di Donatello
- 2002: nominiert als Beste Hauptdarstellerin für Licht meiner Augen
- 2005: nominiert als Beste Hauptdarstellerin für Das Leben, das ich immer wollte

### Europäischer Filmpreis
- 2005: nominiert als Beste Darstellerin für Das Leben, das ich immer wollte

### Weitere
Sindacato Nazionale Giornalisti Cinematografici Italiani
- 2002: Nastro d’Argento als Beste Nebendarstellerin für Der schönste Tag in meinem Leben

Internationale Filmfestspiele von Venedig
- 2001: Coppa Volpi und Pasinetti-Preis als Beste Darstellerin für Licht meiner Augen